# Moulin de Rembercourt
 (décembre 2021).
La mise en forme du texte ne suit pas les recommandations de Wikipédia : il faut le « wikifier ».
Les points d'amélioration suivants sont les cas les plus fréquents. Le détail des points à revoir est peut-être précisé sur la page de discussion.
- Les titres sont pré-formatés par le logiciel. Ils ne sont ni en capitales, ni en gras.
- Le texte ne doit pas être écrit en capitales (les noms de famille non plus), ni en gras, ni en italique, ni en « petit »…
- Le gras n'est utilisé que pour surligner le titre de l'article dans l'introduction, une seule fois.
- L'italique est rarement utilisé : mots en langue étrangère, titres d'œuvres, noms de bateaux, etc.
- Les citations ne sont pas en italique mais en corps de texte normal. Elles sont entourées par des guillemets français : « et ».
- Les listes à puces sont à éviter, des paragraphes rédigés étant largement préférés. Les tableaux sont à réserver à la présentation de données structurées (résultats, etc.).
- Les appels de note de bas de page (petits chiffres en exposant, introduits par l'outil «  Source ») sont à placer entre la fin de phrase et le point final[comme ça].
- Les liens internes (vers d'autres articles de Wikipédia) sont à choisir avec parcimonie. Créez des liens vers des articles approfondissant le sujet. Les termes génériques sans rapport avec le sujet sont à éviter, ainsi que les répétitions de liens vers un même terme.
- Les liens externes sont à placer uniquement dans une section « Liens externes », à la fin de l'article. Ces liens sont à choisir avec parcimonie suivant les règles définies. Si un lien sert de source à l'article, son insertion dans le texte est à faire par les notes de bas de page.
- La présentation des références doit suivre les conventions bibliographiques. Il est recommandé d'utiliser les modèles {{Ouvrage}}, {{Chapitre}}, {{Article}}, {{Lien web}} et/ou {{Bibliographie}}. Le mode d'édition visuel peut mettre en forme automatiquement les références.
- Insérer une infobox (cadre d'informations à droite) n'est pas obligatoire pour parachever la mise en page.

Pour une aide détaillée, merci de consulter Aide:Wikification.
Si vous pensez que ces points ont été résolus, vous pouvez retirer ce bandeau et améliorer la mise en forme d'un autre article.
De temps immémorial, Rembercourt-aux-Pots eut ses moulins. Deux sont particulièrement connus. Le premier est un moulin à eau, dont on peut encore deviner les fondations au lieu-dit "Caïpha". D'après M. Nicolas de la Morre (seigneur de Savonnières-devant-Bar, président de la Chambre des comptes de Bar-le-Duc en 1764) ce moulin chômait les deux tiers de l'année en raison de l'intermittence du ruisseau de Rembercourt qui ne débite suffisamment qu'à la saison des pluies.
C'est pour cette raison que Rembercourt eut un second moulin, à vent cette fois-ci, pour assurer la mouture en saison sèche. Mais Victor Servais (fonctionnaire de préfecture joua un rôle de premier plan dans la sauvegarde des archives du comté puis duché de Bar au XIXe siècle) assure qu'on en fit fort peu usage, parce qu'il n'était pas assez élevé.
Ces deux moulins ont assez d'histoire pour qu'on leur consacre un article. 

## Localisation
La carte de Cassini, dressée et éditée en 1760, fait mention du moulin de "Keipha", situé sur le rupt de Rembercourt à environ 2 km au sud-ouest du village. Ce vieux moulin tire son histoire de sa situation, des services qu'il rendit aux habitants et aussi des événements dont il fut témoin au cours des siècles.

## Origines
Selon la tradition, Caïpha peut avoir été le lieu de quelques villa gallo-romaine. Le 15 juillet 1881, près du rucher du moulin, un des ouvriers, occupés à abattre une vieille terrasse pour la convertir en pré, mit à découvert en le brisant involontairement d'un coup de pioche, un vase renfermant plusieurs milliers de petits bronzes romains :
Voilà ce que rapporte Léon Maxe-Werly (1831-1901, historien, archéologue et numismate. Membre de la Société des lettres, sciences et arts de Bar-le-Duc) qui fut chargé de l'inventaire de la découverte : "sur un lot de cinq cents environ, j'ai pu m'assurer de la composition générale de ce petit trésor, composé de monnaies mal frappées et ayant longtemps circulées".
Ce qui est plus certain, c'est qu'au Moyen Âge, Caïpha fut le lieu d'une léproserie, probablement tenue par quelque ordre religieux hospitalier qui, s'inspirant de l'Evangile, aurait donné ce nom de senteur palestinienne à ce lieu destiné à l'exercice de la charité du Christ envers les pauvres hommes et femmes atteints de la lèpre ou de la peste. On ne sait pas combien durera l'activité de cette léproserie.

## XIVeetXVesiècles
On ne trouve pas de trace du moulin, ou plutôt des moulins de Caïpha, avant le XIVe siècle.
Le moulin à eau s'établit à Caïpha vers les XIVe et XVe siècles à l'emplacement de l'ancienne maladrerie, sur le ruisseau de Rembercourt. La main de l'Homme a visiblement élargi ce ruisseau en forme de petit étang pour lui permettre d'assurer la masse d'eau nécessaire au fonctionnement de la roue de transmission.
Plus tard, un moulin à vent est construit au sud sur la hauteur qui domine Caïpha, dans la direction de Condé. ces deux moulins furent toujours régis par le même meunier. Leur travail a toujours suffi à l'entretien de la communauté de Rembercourt. En effet, De La Morre affirme que très rarement, "les habitants de la ville de Rembercourt eurent occasion de se fournir en farine chez les meuniers du voisinage". Il ajoute également "Avant les travaux, les laboureurs du lieu se munissaient de plusieurs sacs de farine, pour ne pas être pris au dépourvu, étant donné le nombre plus considérable de travailleurs".

## XVIe siècle
En l'an 1500, le duc de Lorraine René II, acquit de l'abbaye de Lisle, 5 fr. de rente, à prendre sur les moulins de Rembercourt, en outre 8 muids et 12 fr. 1/2 d'argent sur la seigneurie du lieu (archives de la Meuse, Reg. 67, feuille 58).
En 1593, un compte de Jacques Martin, receveur royal à Rembercourt, signale une crue extraordinaire qui ruina les moulins de Rembercourt (archives de la Meuse B. 2841).
Depuis l'époque féodale, les seigneurs gardèrent comme un droit inaliénable, celui de moudre  et d'assurer au peuple, moyennant redevance, la fourniture et la cuisson de la farine nécessaire à la consommation. Les meuniers et les fourniers, d'abord salariés du seigneur du lieu, devinrent dans la suite des locataires adjudicataires du moulin et du four banal, moyennant un prix forfaitaire à payer au Domaine des ducs de Bar et de Lorraine. 

## XVIIe siècle
En 1610, le moulin à vent fut renversé par une tempête et d'après le comte de Widranges, ses débris furent portés en réserve à la maison seigneuriale de la Tour (à Rembercourt-aux-Pots), alors propriété des ducs de Bar et de Lorraine.
Ce moulin fut reconstruit en 1656 (archives départementales de la Meuse, Reg. 274, feuille 15).
Le 26 août 1698, les moulins furent adjugés pour six ans au prix de 1.400 fr. l'an (archives de la Meuse, section E, n°1).

## XIXe siècle
Le cadastre de 1833, permet d'attester que le moulin est toujours présent et il est appelé "Moulin de l'étang". Comme pour le moulin des Marats, il existe trois bâtiments dont le principal abrite le mécanisme.

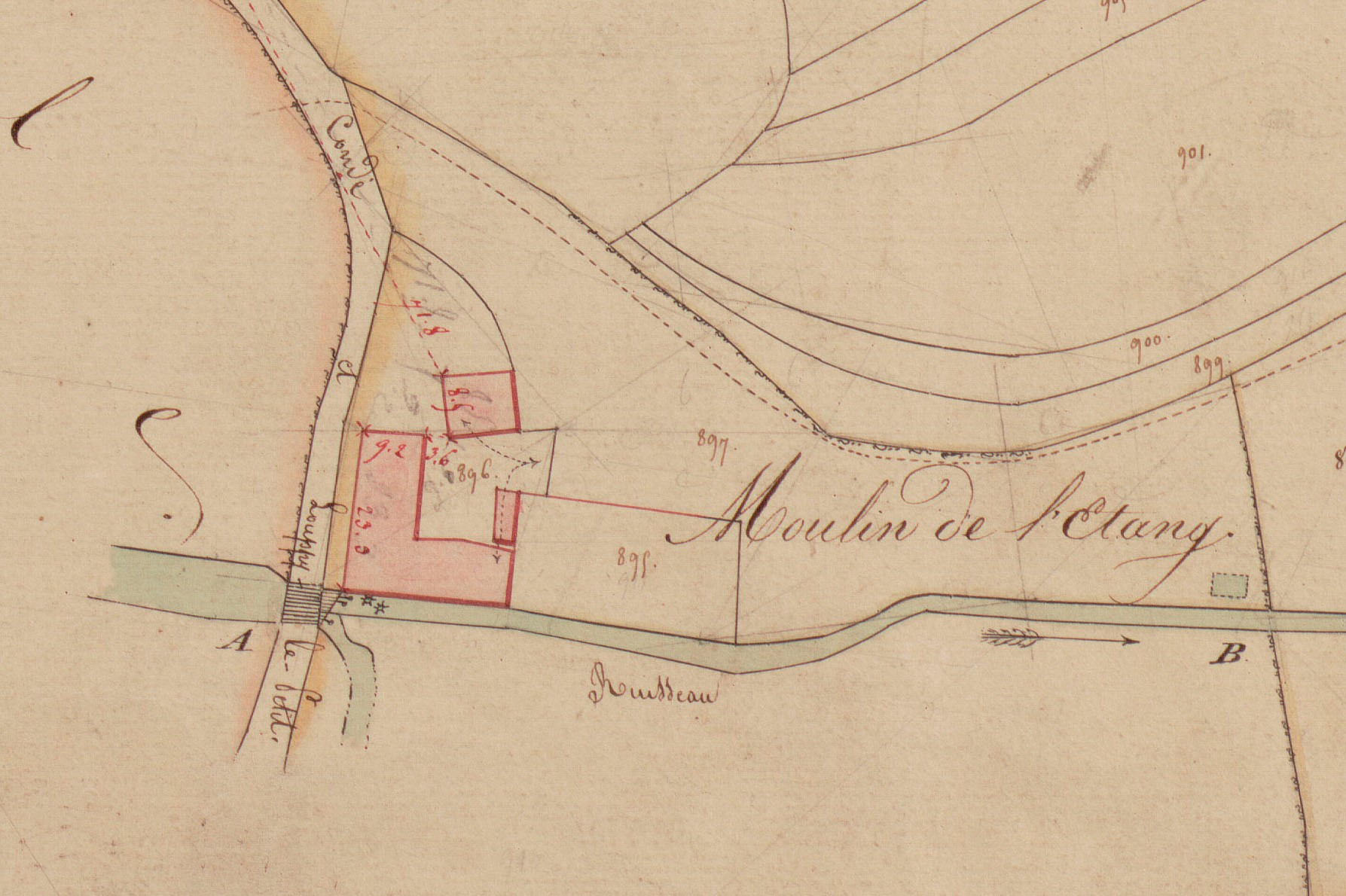
Moulin de Caïpha - Extrait du cadastre de 1833

Toujours sur ce même cadastre, on s'aperçoit qu'un moulin à vent est toujours existant mais non plus du côté de Condé mais cette fois-ci à 500 mètres de distance au nord-est en direction de Rembercourt au lieu-dit "la Croix du Petit Louis". La carte d'état-major le fait toujours apparaître en 1866.  

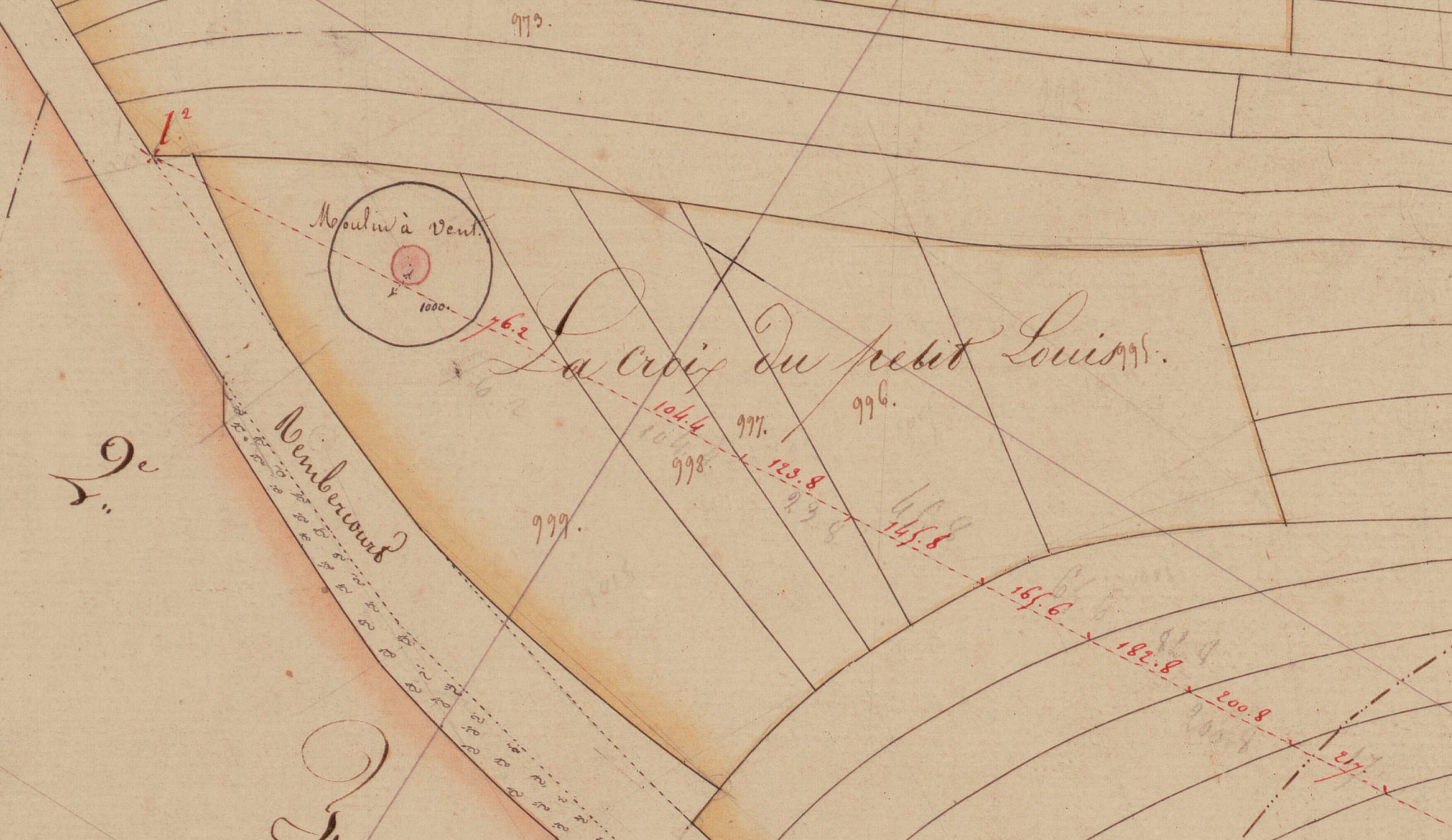
Moulin à vent - Extrait du cadastre de 1833

## Le site aujourd'hui

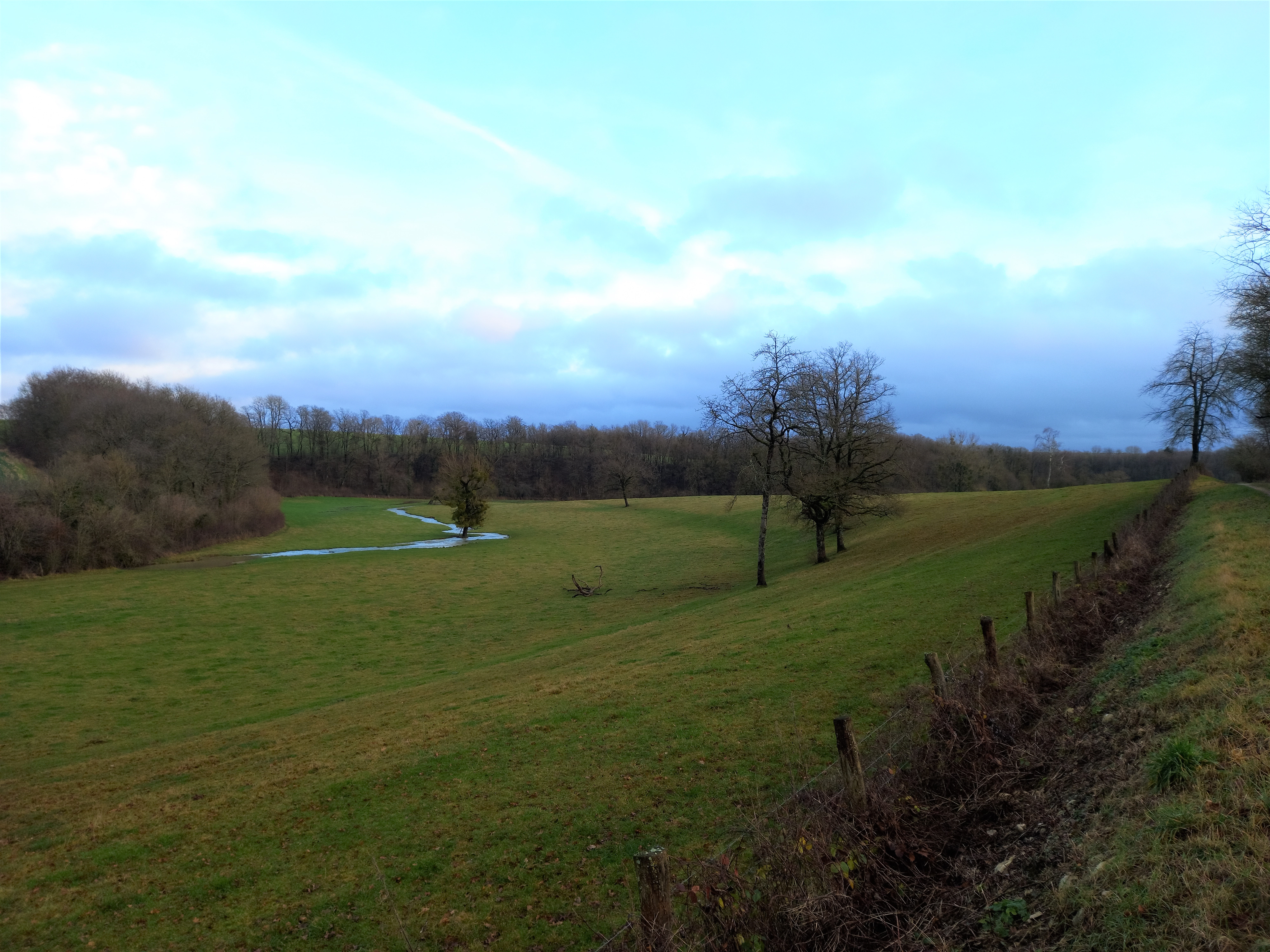
Ruisseau de Rembercourt - Vue d'ensemble
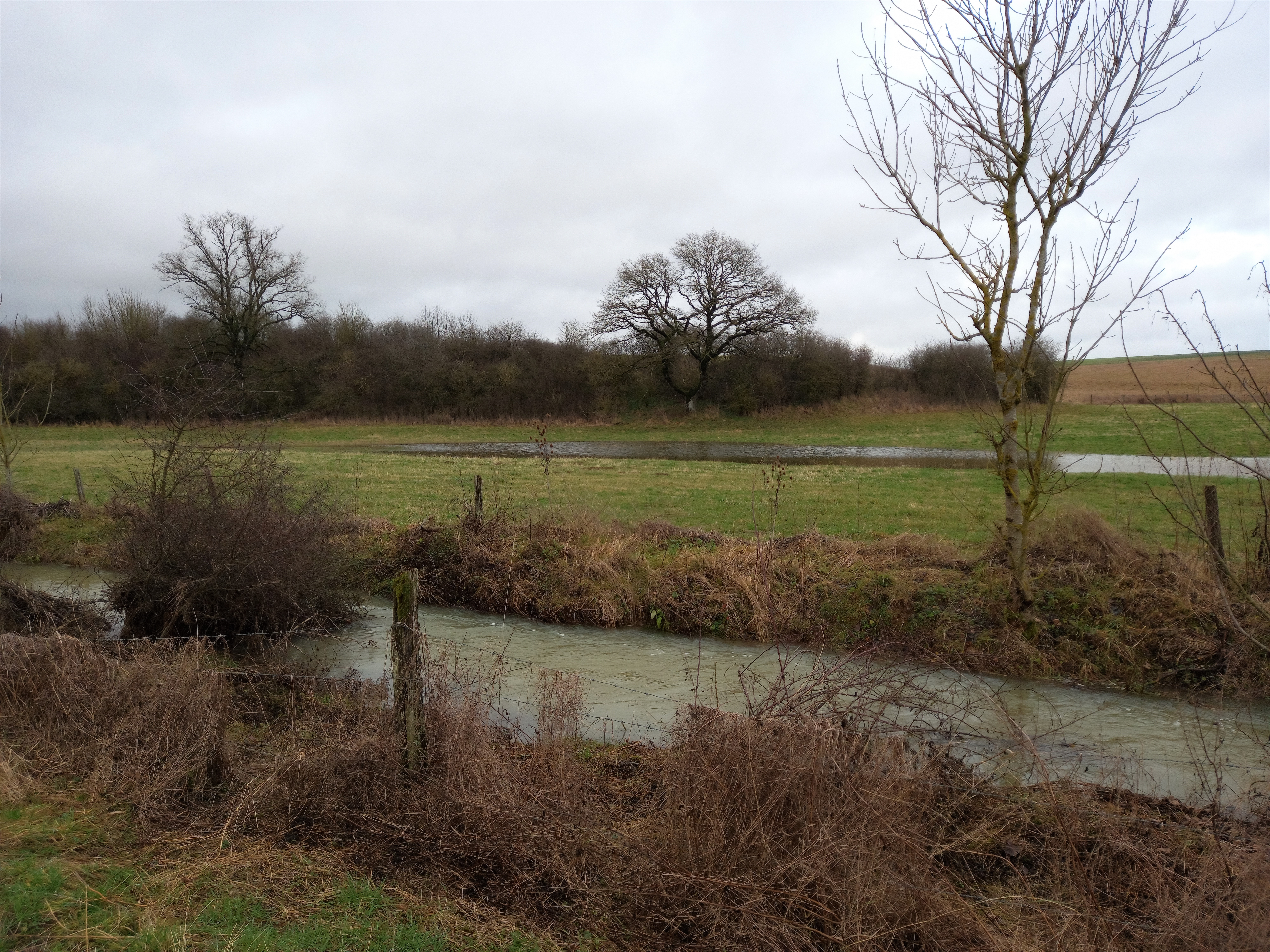
Ruisseau de Rembercourt
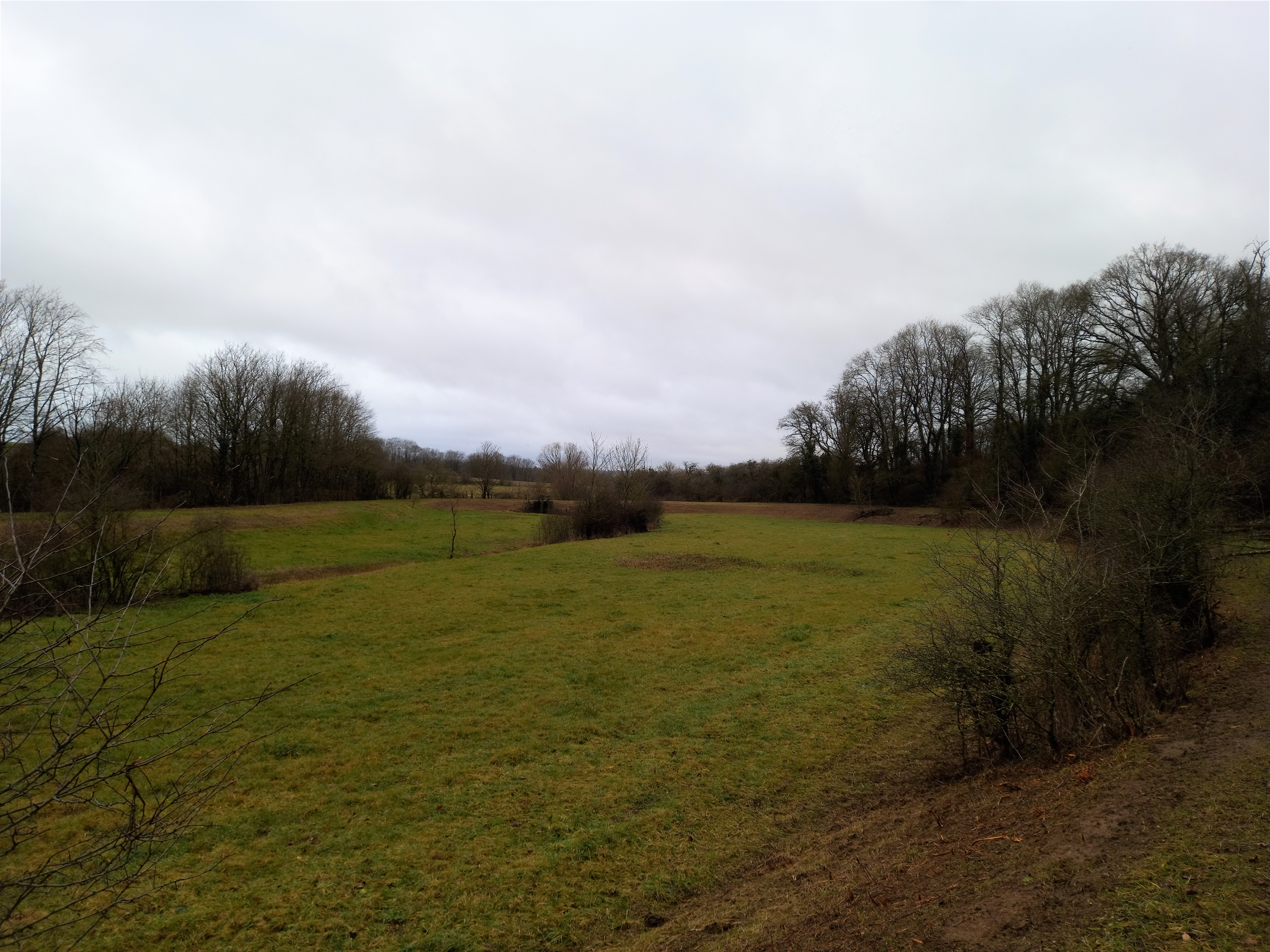
Etang de Caïpha
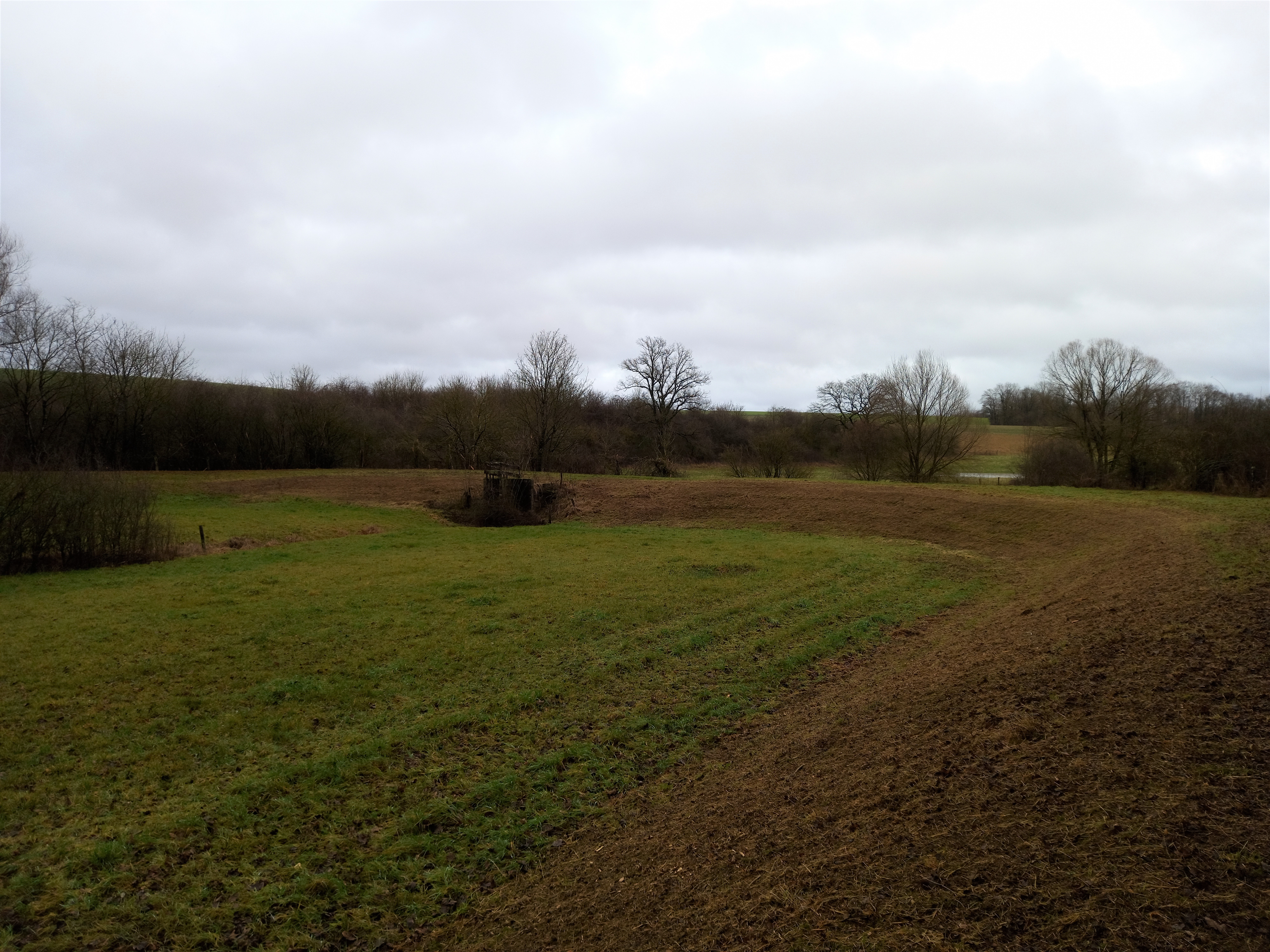
Retenue d'eau et moine de l'étang de Caïpha